# Wiktor Woroszylski
Wiktor Woroszylski (né le 8 juin 1927 à Grodno, mort le 13 septembre 1996 à Varsovie) est un écrivain, poète, traducteur et critique polonais.

## Biographie
Né dans une famille assimilée de juifs polonais (son père était un médecin local de renom), il passe l’occupation à Grodno grâce à de faux papiers, en travaillant dans un atelier de menuiserie. En 1945 il arrive Łódź, ou il entame des études à l’Université de Łódź, initialement en médecine, pour finir en philologie polonaise. Il devient membre du Parti Ouvrier Polonais, ensuite du Parti Ouvrier Unifié Polonais.
Durant les années du stalinisme, Woroszylski faisait partie des écrivains socréalistes soutenus par l’état. Il fait ses débuts en tant qu’auteur de poésie de propagande et d’agitation, en tant que figure de proue des « Pryszczaci », autrement dit des « Boutonneux ». En 1947 il se fixe à Varsovie. De la fin 1948 à 1951 il habite à Szczecin, ou nait son fils ainé – Feliks. Après 1955 il commence à écrire des œuvres de lyrique réflexive, des nouvelles, des essais, et des œuvres pour enfants et la jeunesse, et commence à faire des traductions du russe (entre autres les œuvres et les lettres de Zostchenko , Maiakovsky , Soljénitsyne, Brodsky, et d’Avernitsev). 
Éditeur, entre autres, des revues « Głos Ludu », « Po prostu », « Nowa Kultura » (Éditeur en chef à partir de 1956) et de « Zapis ». 
Il rompt avec le communisme en 1956, suivant l’écrasement de la Révolution hongroise, qu’il observe de ses propres yeux (il reste membre du POUP jusqu’en 1966). 
Ayant pris conscience de l’écart entre la doctrine communiste et le système en vigueur, il s’engage dans le mouvement d’opposition démocratique dès les années 1970. Il devient le collaborateur du Comité de Défense des Ouvriers et du Comité d’Auto-défense Sociale KOR. À partir de février 1978, il est membre et ensuite conférencier de la Société des Cours Scientifiques. Interdit de publication par la censure communiste, il est interné suivant l’introduction de la loi martiale le 13 décembre 1981. 
Il donna une longue interview consacrée à cette période dans l’ouvrage de Jacek Trznadel, La honte. Des intellectuels polonais face au communisme (Cerf, 1993) ; Woroszylski continua, jusqu’à la fin de sa vie, à éclairer les motivations et les croyances qui guidèrent sa génération – celle de « Pryszczaci », autrement dit des « Boutonneux », car Woroszylski eut quelques problèmes cutanés – à adopter le « socialisme réel ».